# Makedonikos Football Club
Maillots
Le Podosfairiki Anonymi Etaireia Makedonikos (en grec moderne : Ποδοσφαιρική Ανώνυμος Εταιρεία Μακεδονικός), plus couramment abrégé en PAE Makedonikos ou encore en Makedonikos, est un club grec de football fondé en 1928 et basé dans la ville de Neapoli, dans la région de Thessalonique.
Son nom signifie « Macédonien ».

## Histoire
En 2008, le club est promu en 3e division, la Gamma Ethniki, après 14 ans d'absence à ce niveau en championnat national. 
Les meilleures performances du club se situent dans les années 1940, lorsque l'équipe dispute le championnat panhellénique en 1947 et lors de son unique participation à l'Alpha Ethniki, le championnat de première division, durant la saison 1982-1983.

## Palmarès
| Compétitions nationales |
| --- |
| - Championnat de Grèce de deuxième division (1) : - Champion : 1981-1982. - Championnat de Grèce de troisième division (1) : - Champion : 1987-1988. - Championnat de Grèce de quatrième division (1) : - Champion : 2007-2008. |

## Personnalités du club

### Présidents
- Pavlos Andronis

### Entraîneurs[2]
| - Michalis Bellis (1983) - Dimitris Kalaitzidis (2008) - Periklis Amanatidis (2008 - 2009) - Georgios Marantas (2009) | - Spyros Baxevanos (2009) - Spyros Baxevanos (2010) - Andreas Pantziaras (2019 - ) |